# The Air Mail
The Air Mail er en amerikansk stumfilm fra 1925 instrueret af Irvin Willat.

## Medvirkende
- Warner Baxter som Russ Kane
- Billie Dove som Alice Rendon
- Mary Brian som Minnie Wade
- Douglas Fairbanks Jr. som "Sandy"
- George Irving som Peter Rendon
- Richard Tucker som Jim Cronin
- Guy Oliver som Bill Wade
- Lee Shumway som "Scotty"